# 장림
장림(張臨, ? ~ 기원전 32년)은 전한 후기의 제후로, 경조윤 두릉현(杜陵縣) 사람이다. 대사마 장안세의 증손이자 태복 장연수의 손자로, 경무공주와 혼인하였다.

## 행적
초원 2년(기원전 47년), 아버지 장발의 뒤를 이어 부평후(富平侯)에 봉해졌다.
장림은 장발처럼 품행이 검소하였고, 항상 누대에 올라 탄식하며 상홍양·곽우의 집안이 전횡을 일삼다 멸족된 것을 경계하였다.
부평후에 봉해진 지 15년 만에 죽어 시호를 공(共)이라 하였고, 아들 장방이 작위를 이었다. 임종에 이르러서는 집안 사람들과 오랜 지인들에게 재산을 나눠주었고, 검소하게 장례를 치르고 봉분을 쌓지 말 것을 당부하였다.

## 출전
- 반고, 《한서》
  - 권18 외척은택후표
  - 권59 장탕전

| 선대 아버지 부평유후 장발 | 전한의 부평후 기원전 47년 ~ 기원전 32년 | 후대 아들 부평사후 장방 |